# Ovactis wilsoni
Espèce
Ovactis wilsoni est une espèce de cnidaires de la famille des Arachnactidae.

## Systématique
Le nom valide complet (avec auteur) de ce taxon est Ovactis wilsoni Van Beneden, 1897.